# پایگاه هوایی سمبیر
پایگاه هوایی سمبیر (به انگلیسی: Sambir (air base)) یک فرودگاه نظامی است که یک باند فرود بتن دارد و طول باند آن ۲۲۲۵ متر است. این فرودگاه در شهر سامبیر کشور اوکراین قرار دارد و در ارتفاع ۲۶۲ متری از سطح دریا واقع شده‌است.